# 音樂學院

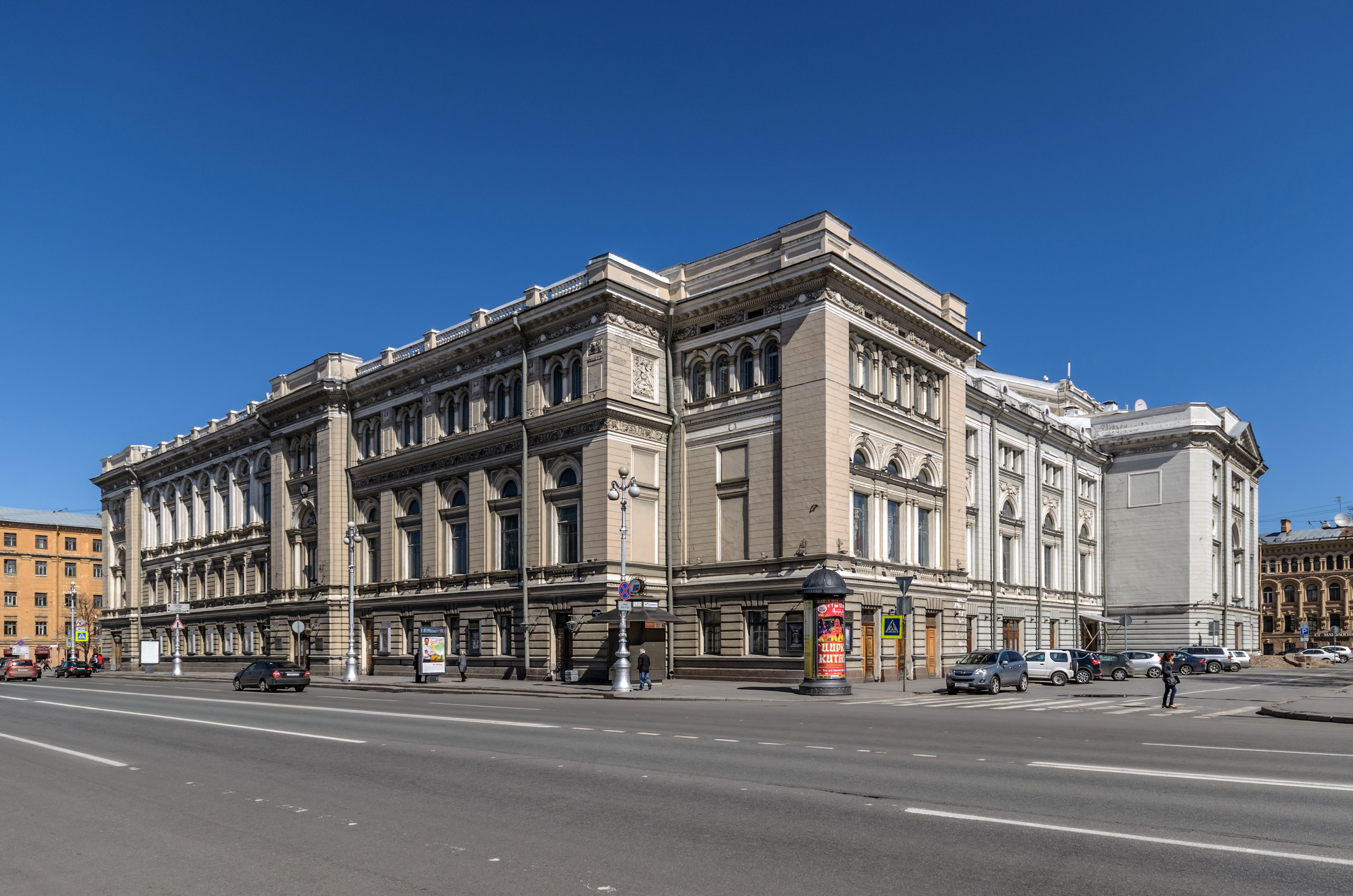
圣彼得堡音乐学院的校友包括彼得·伊里奇·柴可夫斯基、谢尔盖·普罗科菲耶夫、德米特里·肖斯塔科维奇和乔治·巴兰钦。

音樂學院、音樂院、或音樂系是以研究，培训和研究音乐為主的高等教育學校。教学領域包括乐器演奏、歌唱、音乐创作、指挥以及音乐学、音乐史和音乐理论等学术和研究领域。

## 歷史

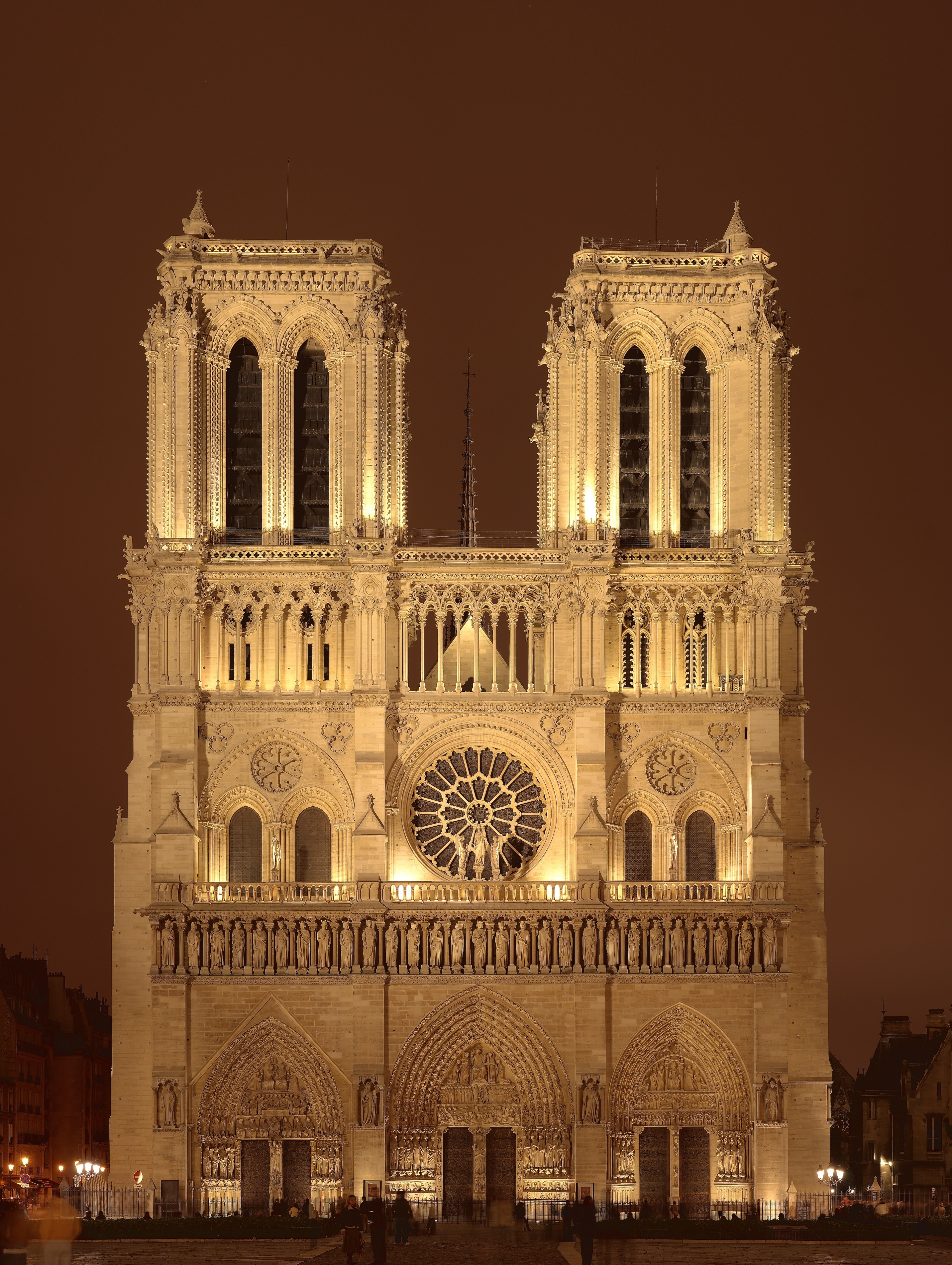
在12世紀開始以巴黎圣母院为中心的聖母院樂派在複音音乐的發展中扮演重要角色

雖然音乐和音乐教育可能在數千年前便已存在，但我對音樂教育最早的历史却幾乎是一無所知。 在历史紀錄中，音乐也較音乐教育更频繁地被提及。在圣经中，希伯来语的連禱通常伴随着丰富的音乐，但妥拉或摩西五经却沒有記載以色列早期生活中的音乐实践和教学。
羅馬的教皇合唱团可能是历史上首次被记录的音乐学校，相傳在4世紀時尤教宗西爾維斯特一世建立並由教宗額我略一世（540-604）奠基，作所学校由僧侣、世俗神职人员和男孩组成。 

### 文藝復興時期
聖切契利亞國立音樂學院是世界上最古老的音乐教育機構之一。它位于罗马的音乐公园礼堂，建立於1585年。一開始它類似於一個宗教行会。
音樂學院（Conservatory）一词起源于 16 世纪文艺复兴时期的意大利，当时的孤儿（conservati）在附屬於醫院的孤兒院（conservatori）接受了音乐教育，这个词逐渐備用於音乐学校。  这些音乐学院是最早從事音乐实践培训的世俗机构之一。到 18 世纪，意大利的這些音乐学院已经在培养艺术家和作曲家方面发挥了重要作用。 

### 16-18 世纪
16-18世紀的那不勒斯成為世俗专业音乐教育的重鎮。那不勒斯於 16 和 18 世纪已有四所重要的音乐学院：
- I poveri di Gesù Cristo 由 Marcello Fossataro 于 1599 年创立
- Santa Maria di Loreto成立于 1535 年，作曲家裴格雷希 （1710-1736）在此就读。
- La pietà dei turchini成立于 1583 年。
- Sant'Onofrio a porta Capuana成立于 1578 年，是世界上第一所温室。作曲家乔瓦尼·派西洛(Giovanni Paisiello，1740-1816 年) 在这里学习，然后任教。
- 另有一所女子音樂學院dell'Annunziata 。 [5]

在这些學院中發展出了所谓的那不勒斯學派，這個樂派以亚历山德罗·斯卡拉蒂等音樂家聞名。
巴勒莫音乐学院由总督德·卡斯特罗于1617年创建，几十年后才开始教授音乐，开设了合唱和小提琴课程。

### 18-19 世纪
那不勒斯的音樂學院以竞争性考试入学，免学费。這樣的模式在歐洲各地輩學習，包括巴黎音樂院（1795 年）、博洛尼亚音樂院（1804 年）、米兰音樂院（1807 年）、华沙音樂院（ 1810年）、佛罗伦萨音樂院和布拉格音樂院（1811年）、维也纳音樂院（1821年）、伦敦音樂院（1822年）、海牙音樂院（1826年）、列日音樂院（1827年）；鲁宾斯坦兄弟也以此模式在俄罗斯建立了两所音乐学：由安東·魯賓斯坦所建立的圣彼得堡音樂院 (1862) 和由尼古拉·魯賓斯坦建立的莫斯科音樂院 (1866)。 19 世纪下半，這樣的模式被擴展到络扩展到美洲、里约热内卢（1847 年）、波士顿（1853 年）、巴尔的摩和芝加哥（1868 年）、哈瓦那（1885 年）和布宜诺斯艾利斯（1893 年）。 1940 年代，包括伊拉克、黎巴嫩和肯亚在内的几个亚洲和非洲国家组织了高级音乐培训机构。 

## 形式

### 音樂院

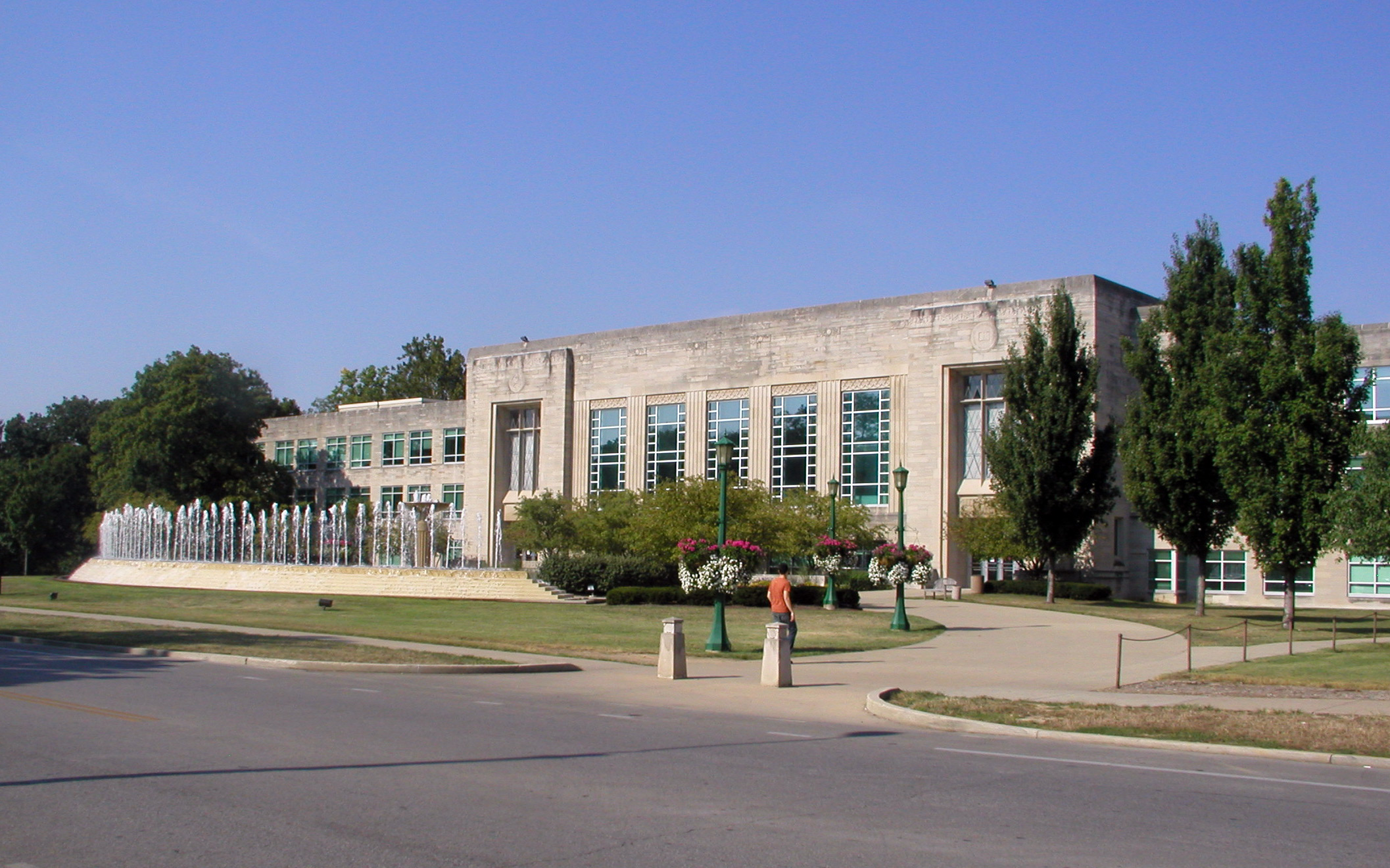
雅各布斯音乐学院是印第安纳大学的一部分，拥有超过 1,600 名学生。

音乐学院除了专注于音乐領域外。部分音樂學院也涵盖音乐、戏剧和舞蹈。 音乐学院适合以音樂演奏、表演、指挥或作曲為志向和專業得學生。以大量的術科專業訓練為主，并结合学术研究和專業職涯发展課程。大部分音樂學院以一對一的師徒制個別教學作為教學核心。
学生有机会在非正式和公开场合定期演出。包括獨奏或管絃樂或室內樂的合奏。大部分音乐学院以西方古典音乐為主。但是，有些学校主要教授传统乐器，例如中国乐器。 或著是設有传统音乐系所。 在一些音樂學院中，學生也可以主修爵士乐、世界音乐或流行音乐。 
取得音樂學士的學位通常需要3 - 4年、音乐硕士学历需要1 - 2年而音乐博士学位則需3 - 5年。通常音樂學、音樂理論、音樂創作、音乐教育或音乐治疗等领域都可以获得博士学位。一些学校可能會授予演奏專攻的學生一些非学术学位，例如；AD 、D.M.A、一等獎(Premier Prix)或演奏家文凭。

### 大学中的音乐学院或音樂系

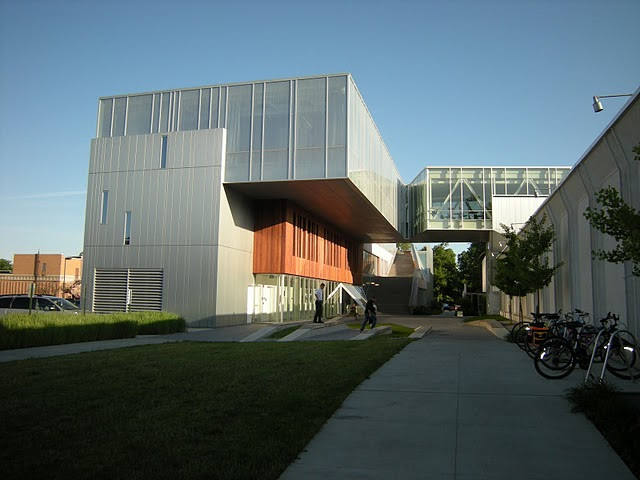
欧柏林音乐学院欧柏林学院共享校园。

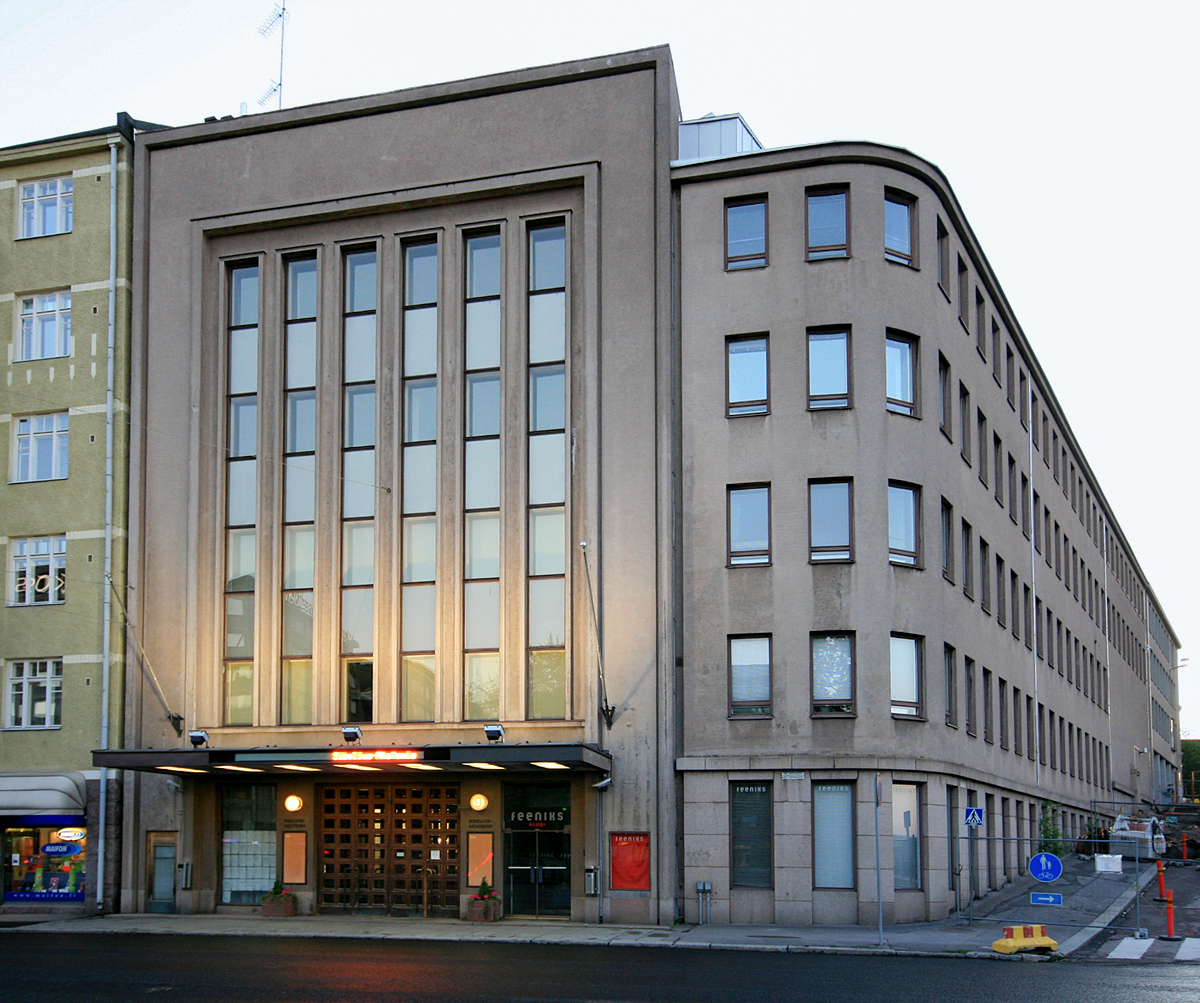
芬兰赫尔辛基的西贝柳斯音乐学院。

一般而言，大学音乐系最初更强调音乐的学术研究，而不是演奏。然而，今天的划分可能没有那么严格。演奏訓練和学术研究的之間的平衡因各機構的傳統或發展目標，或因国家政策和文化而有不同。除了提供类似于音乐学院提供的学位課程外，一些大学授予和音乐无关的非专业学位，例如音乐文学学士学位或音乐教育文学学士学位。许多以前独立的音乐学院也會成为大学的附属机构

## 文憑和學院
- 一等獎(Premier Prix)（英语：First Prize (music diploma)）
- 音乐学士
- 音乐硕士
- 音乐艺术博士